# Rubus montanus
Rubus montanus là loài thực vật có hoa trong họ Hoa hồng. Loài này được (Porter) Porter miêu tả khoa học đầu tiên năm 1894.

## Hình ảnh

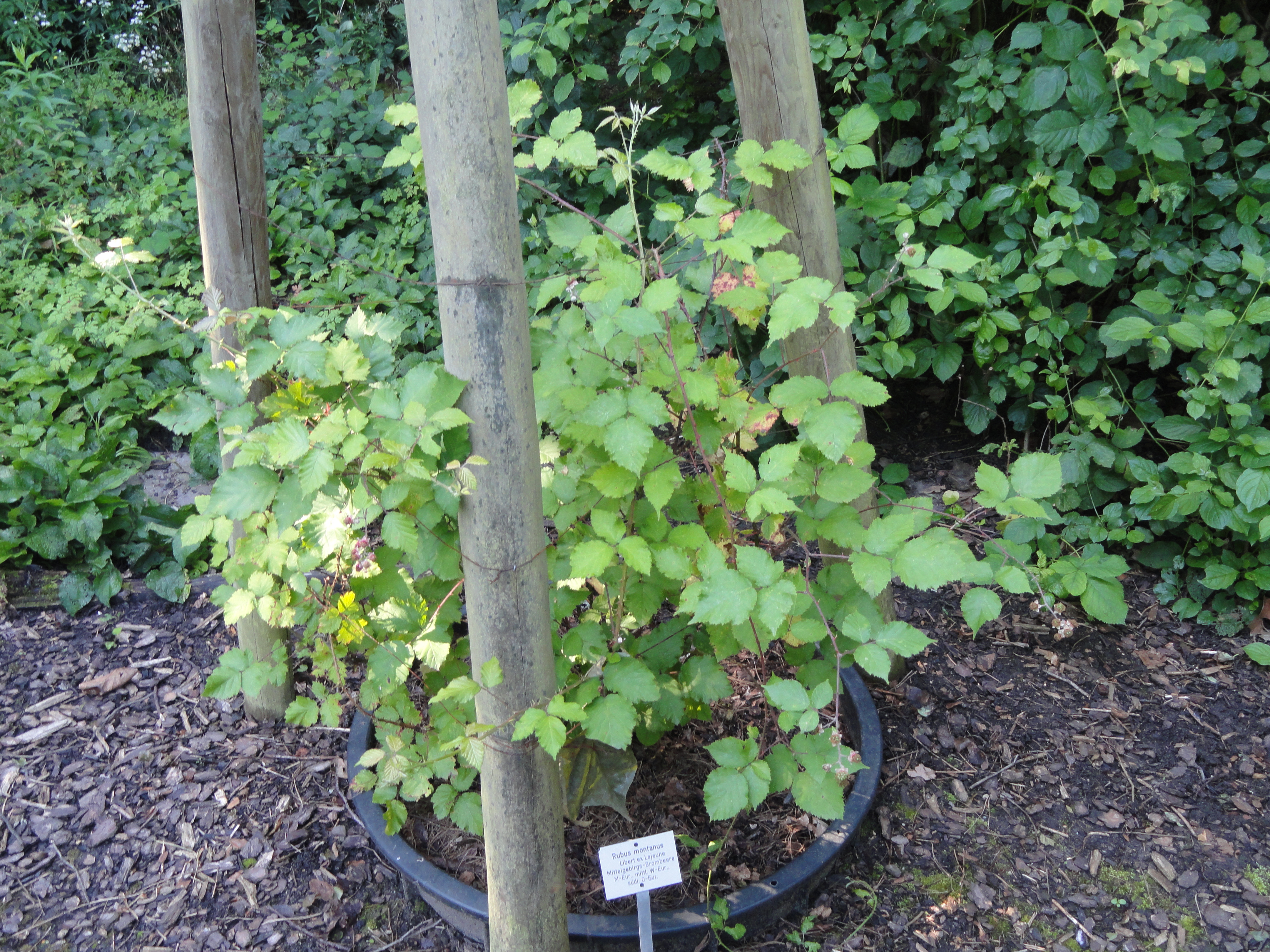
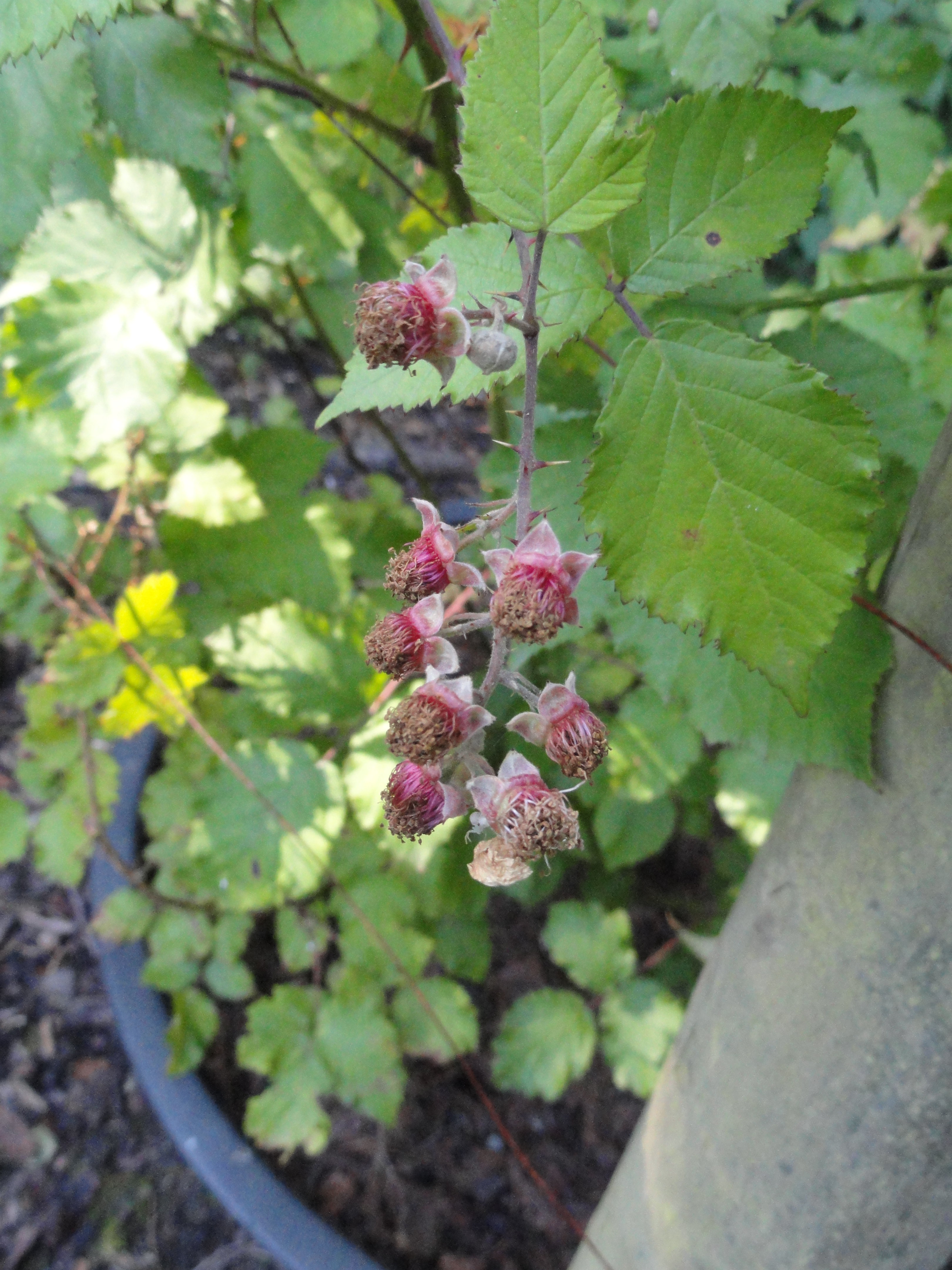